# Cratere Tugaske
Tugaske è un cratere di Marte, creatosi in seguito a un impatto e con diametro approssimativamente di 31 km di larghezza.
È localizzato a 32° sud e 259° est, a sud del cratere Dinorwic e a sud-est del cratere Virrat. Prende il nome da una cittadina canadese della provincia di Saskatchewan e il suo nome è stato approvato dall'Unione Astronomica Internazionale nel 1991.
In accordo con la mappa cronologica della superficie di Marte basata sui dati dell'Osservatorio Geologico degli Stati Uniti, l'area intorno a Tugaske è considerata di epoca noachiana che colloca la zona in un'era che va dai 3,8 ai 3,5 miliardi di anni fa.
L'altitudine dell'orlatura del cratere raggiunge in media circa 6700 metri sopra lo zero e il punto più depresso della buca centrale misura 5100 metri sopra lo zero.
Pertanto il cratere è profondo circa 1,6 km.